# Bara stjärnorna vet
Bara stjärnorna vet är ett studioalbum från 1990 av Suzzies orkester.

## Låtlista
| Nr  | Titel                         | Låtskrivare   | Längd |
| --- | ----------------------------- | ------------- | ----- |
| 1.  | "Du har all kontroll"         | Suzzie Tapper | 4:15  |
| 2.  | "Om du var jag"               | Suzzie Tapper | 4:06  |
| 3.  | "Jag vet jag älskar dig"      | Suzzie Tapper | 3:17  |
| 4.  | "Himlens all tårar"           | Suzzie Tapper | 4:33  |
| 5.  | "Älska med mig en sista gång" | Suzzie Tapper | 4:13  |
| 6.  | "Bara stjärnorna vet"         | Suzzie Tapper | 4:25  |
| 7.  | "Har fått nog"                | Suzzie Tapper | 3:41  |
| 8.  | "Vill leva nu"                | Suzzie Tapper | 4:11  |
| 9.  | "Värt sin vikt i guld"        | Suzzie Tapper | 4:34  |
| 10. | "Ingeting blir som man tror"  | Suzzie Tapper | 4:25  |
| 11. | "På ett öde cafe"             | Suzzie Tapper | 3:51  |

## Listplaceringar
| Lista (1990) | Topplacering |
| ------------ | ------------ |
| Sverige      | 30           |